# Discografia de Aretha Franklin

## Discografia

### Álbuns de estúdio
| Ano  | Álbum | Melhor posição nas tabelas musicais | Melhor posição nas tabelas musicais | Melhor posição nas tabelas musicais | Melhor posição nas tabelas musicais | Melhor posição nas tabelas musicais | Certificações |
| Ano  | Álbum | EUA                                 | EUA R&B                             | AUS                                 | CAN                                 | GBR                                 | Certificações |
| ---- | --- | ----------------------------------- | ----------------------------------- | ----------------------------------- | ----------------------------------- | ----------------------------------- | ------------- |
| 1956 | Songs of Faith - Lançamento: 1956 - Formato: LP - Gravadora: JVB/Battle                                                            | —                                   | —                                   | —                                   | —                                   | —                                   |               |
| 1961 | Aretha: With The Ray Bryant Combo - Lançamento: 27 de fevereiro de 1961 - Formato: LP - Gravadora: Columbia                        | —                                   | —                                   | —                                   | —                                   | —                                   |               |
| 1962 | The Electrifying Aretha Franklin - Lançamento: 19 de março de 1962 - Formato: LP - Gravadora: Columbia                             | —                                   | —                                   | —                                   | —                                   | —                                   |               |
| 1962 | The Tender, the Moving, the Swinging Aretha Franklin - Lançamento: 13 de agosto de 1962 - Formato: LP - Gravadora: Columbia        | 69                                  | —                                   | —                                   | —                                   | —                                   |               |
| 1963 | Laughing on the Outside - Lançamento: 12 de agosto de 1963 - Formato: LP - Gravadora: Columbia                                     |                                     |                                     |                                     |                                     |                                     |               |
| 1964 | Unforgettable: A Tribute to Dinah Washington - Lançamento: 18 de fevereiro de 1964 - Formato: LP - Gravadora: Columbia             |                                     |                                     |                                     |                                     |                                     |               |
| 1964 | Runnin' Out of Fools - Lançamento: 16 de novembro de 1964 - Formato: LP - Gravadora: Columbia                                      | 84                                  | 9                                   | —                                   | —                                   | —                                   |               |
| 1965 | Yeah!!! - Lançamento: 17 de maio de 1965 - Formato: LP - Gravadora: Columbia                                                       | 101                                 | 8                                   | —                                   | —                                   | —                                   |               |
| 1966 | Soul Sister - Lançamento: 13 de junho de 1966 - Formato: LP - Gravadora: Columbia                                                  | 132                                 | 8                                   | —                                   | —                                   | —                                   |               |
| 1967 | Take It Like You Give It - Lançamento: 5 de abril de 1967 - Formato: LP - Gravadora: Columbia                                      | —                                   | —                                   | —                                   | —                                   | —                                   |               |
| 1967 | I Never Loved a Man the Way I Love You - Lançamento: 10 de março de 1967 - Formato: LP - Gravadora: Columbia                       | 2                                   | 1                                   | —                                   | 2                                   | 36                                  | - Ouro        |
| 1967 | Aretha Arrives - Lançamento: 4 de agosto de 1967 - Formato: LP - Gravadora: Atlantic / Rhino                                       | 5                                   | 1                                   | —                                   | 18                                  | —                                   |               |
| 1967 | Take a Look - Lançamento: 1967 - Formato: LP - Gravadora: Columbia                                                                 | 173                                 | 22                                  | —                                   | —                                   | —                                   |               |
| 1968 | Lady Soul - Lançamento: 22 de janeiro de 1968 - Formato: LP - Gravadora: Atlantic                                                  | 2                                   | 1                                   | —                                   | —                                   | 25                                  | - Ouro        |
| 1968 | Aretha Now - Lançamento: 14 de junho de 1968 - Formato: LP - Gravadora: Atlantic                                                   | 3                                   | 1                                   | —                                   | 12                                  | 6                                   | - Ouro        |
| 1969 | Soul '69 - Lançamento: 17 de janeiro de 1969 - Formato: LP - Gravadora: Atlantic                                                   | 15                                  | 1                                   | —                                   | 15                                  | 9                                   |               |
| 1969 | Soft and Beautiful - Lançamento: 20 de junho de 1969 - Formato: LP - Gravadora: Atlantic                                           | —                                   | 29                                  | —                                   | —                                   | —                                   |               |
| 1970 | This Girl's in Love with You - Lançamento: 15 de janeiro de 1970 - Formato: LP - Gravadora: Atlantic                               | 17                                  | 2                                   | 8                                   | 18                                  | —                                   |               |
| 1970 | Spirit in the Dark - Lançamento: 24 de agosto de 1970 - Formato: LP - Gravadora: Atlantic                                          | 25                                  | 2                                   | 25                                  | 68                                  | —                                   |               |
| 1972 | Young, Gifted and Black - Lançamento: - Formato: - Gravadora:                                                                      |                                     |                                     |                                     |                                     |                                     |               |
| 1973 | Hey Now Hey (The Other Side of the Sky) - Lançamento: - Formato: - Gravadora:                                                      |                                     |                                     |                                     |                                     |                                     |               |
| 1974 | Let Me in Your Life - Lançamento: - Formato: - Gravadora:                                                                          |                                     |                                     |                                     |                                     |                                     |               |
| 1974 | With Everything I Feel in Me - Lançamento: - Formato: - Gravadora:                                                                 |                                     |                                     |                                     |                                     |                                     |               |
| 1975 | You - Lançamento: - Formato: - Gravadora:                                                                                          |                                     |                                     |                                     |                                     |                                     |               |
| 1976 | Sparkle - Lançamento: - Formato: - Gravadora:                                                                                      |                                     |                                     |                                     |                                     |                                     |               |
| 1977 | Sweet Passion - Lançamento: - Formato: - Gravadora:                                                                                |                                     |                                     |                                     |                                     |                                     |               |
| 1978 | Almighty Fire - Lançamento: - Formato: - Gravadora:                                                                                |                                     |                                     |                                     |                                     |                                     |               |
| 1979 | La Diva - Lançamento: - Formato: - Gravadora:                                                                                      |                                     |                                     |                                     |                                     |                                     |               |
| 1980 | Aretha - Lançamento: - Formato: - Gravadora:                                                                                       |                                     |                                     |                                     |                                     |                                     |               |
| 2008 | This Christmas, Aretha - Lançamento: Novembro de 2008 - Formato: CD - Gravadora: DMI                                               | 102                                 | —                                   | —                                   | —                                   | —                                   |               |
| 2011 | Aretha: A Woman Falling Out of Love - Lançamento: 3 de maio de 2011 - Formato: CD - Gravadora: Aretha                              | 54                                  | 15                                  | —                                   | —                                   | —                                   |               |
| 2014 | Aretha Franklin Sings the Great Diva Classics - Lançamento: 17 de outubro de 2014 - Formato: CD, download digital - Gravadora: RCA | 13                                  | 3                                   | 30                                  | —                                   | 32                                  |               |

### Álbuns ao vivo
| Ano  | Álbum                                                                                                   | Melhor posição nas tabelas musicais | Melhor posição nas tabelas musicais | Melhor posição nas tabelas musicais | Melhor posição nas tabelas musicais | Melhor posição nas tabelas musicais | Certificações      |
| Ano  | Álbum                                                                                                   | EUA                                 | EUA R&B                             | AUS                                 | CAN                                 | GBR                                 | Certificações      |
| ---- | --- | ----------------------------------- | ----------------------------------- | ----------------------------------- | ----------------------------------- | ----------------------------------- | ------------------ |
| 1968 | Aretha in Paris - Lançamento: 12 de outubro de 1968 - Formato: LP - Gravadora: Atlantic                 | 13                                  | 2                                   | —                                   | 14                                  | —                                   |                    |
| 1971 | Aretha Live at Fillmore West - Lançamento: 19 de maio de 1971 - Formato: LP - Gravadora: Atlantic/Rhino | 7                                   | 1                                   | —                                   | 18                                  | —                                   | - RIAA: Ouro       |
| 1972 | Amazing Grace - Lançamento: 1 de junho de 1972 - Formato: LP - Gravadora: Atlantic/Rhino                | 7                                   | 2                                   | —                                   | 23                                  | —                                   | - RIAA: 2× Platina |
| 1987 | One Lord, One Faith, One Baptism - Lançamento: Dezembro de 1987 - Formato: LP - Gravadora: Arista       | 106                                 | 25                                  | —                                   | —                                   | —                                   |                    |
| 2005 | Don't Fight the Feeling: Live at Fillmore West - Lançamento: 2005 - Formato: CD - Gravadora: Rhino      | —                                   | —                                   | —                                   | —                                   | —                                   |                    |
| 2007 | Oh Me Oh My: Aretha Live in Philly, 1972 - Lançamento: 2007 - Formato: CD - Gravadora: Rhino            | —                                   | —                                   | —                                   | —                                   | —                                   |                    |

## Outras gravações
| Ano  | Título                                                  | Álbum                                              |
| ---- | ------------------------------------------------------- | -------------------------------------------------- |
| 1985 | "Sisters Are Doin' It for Themselves" (com Eurythmics)  | Be Yourself Tonight                                |
| 1992 | "Someday We'll All Be Free"                             | Malcolm X                                          |
| 1992 | "If I Lose"                                             | White Men Can't Jump                               |
| 1993 | "What Now My Love" (com Frank Sinatra)                  | Duets                                              |
| 1994 | "Respect"                                               | Grammy's Greatest Moments Volume II                |
| 1994 | "Bridge over Troubled Water"                            | Grammy's Greatest Moments Volume III               |
| 1994 | "The Makings of You"                                    | A Tribute to Curtis Mayfield                       |
| 1995 | "It Hurts Like Hell"                                    | Waiting to Exhale: Original Soundtrack Album       |
| 1995 | "You've Got a Friend" (com BeBe & CeCe Winans)          | Tapestry Revisited: A Tribute to Carole King       |
| 1997 | "I'll Fly Away"                                         | Diana, Princess of Wales: Tribute                  |
| 1998 | "R-E-S-P-E-C-T" (com The Blues Brothers)                | Blues Brothers 2000                                |
| 1998 | "Chain of Fools" (com Mariah Carey)                     | VH1 Divas Live                                     |
| 1999 | "Don't Waste Your Time" (com Mary J. Blige)             | Mary                                               |
| 2005 | "A House Is Not a Home"                                 | So Amazing: An All-Star Tribute to Luther Vandross |
| 2005 | "A Message from Aretha"                                 | I Gotta Make It                                    |
| 2005 | "Gotta Make It (Remix)" (com Trey Songz e Juvenile)     | I Gotta Make It                                    |
| 2006 | "Never Gonna Break My Faith" (com Mary J. Blige)        | Bobby - Original Soundtrack                        |
| 2010 | "You've Got a Friend" (com Ronald Isley)                | Mr. I                                              |
| 2011 | "Ooh Baby Baby" (com Smokey Robinson)                   | The Best of Soul Train Live                        |
| 2011 | "How Do You Keep the Music Playing?" (com Tony Bennett) | Duets II                                           |